# Les Alliés (xylographie)
Pour l’article homonyme, voir Les Alliés.
Les Alliés est une xylographie de Raoul Dufy créée en 1914. Elle représente six cavaliers alliés, chevauchant au milieu d'un carré ensoleillé et décoré de fleurs. Celui-ci est bordé par les drapeaux de certains pays alliés de la Première Guerre mondiale : Japon, Royaume-Uni, Belgique, Russie, Serbie et France. Les couleurs vives, les ornements, les personnages stylisés rappellent la prédilection de Dufy pour l'imagerie populaire. Celui-ci fut un soutien enthousiaste des Alliés et, outre sa production artistique, fut un engagé volontaire. Une reproduction en couleur sur papier fait partie de la collection du Centre national d'art et de culture Georges-Pompidou.